# Senjska ploča
Senjska ploča su vapnenački ostatci crkvene pregrade, koji datiraju iz 12. stoljeća. Na ulomcima razbijene ploče vidi se ornament vinove loze ispod kojega se nalaze ostaci glagoljičnog natpisa. Branko Fučić je u prvom redu ploče prepoznao kršćansku invokaciju: 
 Ulomci su pronađeni na stubištu u sekundarnoj uporabi pri obnovi ulaza u tvrđavu Nehaj 1965. godine. Rekonstrukcijom je utvrđeno da ulomci pripadaju gornjem dijelu lijevoga pluteja (oltarne pregrade), a jer izradom, ukrasom i duktusom slova posve sliče Bašćanskoj ploči datiraju se u razdoblje oko 1100. godine. Pretpostavlja da je Senjska ploča mogla stajati u ranoromaničkoj crkvici sv. Jurja, čiji su temeljni ostatci otkriveni u prizemlju Nehaja.

## Vanjske poveznice
- Glagoljica – senjska tiskara